# Ompert
Ompert ist ein Ortsteil der nordrhein-westfälischen Kreisstadt Viersen. Innerhalb des Viersener Stadtgebiets liegt das Straßendorf Ompert im Süden des Stadtbezirks Alt-Viersen, ca. 1,5 km nördlich der Stadtgrenze zu Mönchengladbach. Innerhalb Nordrhein-Westfalens gehört Ompert außerdem zur Region Niederrhein und zählt darüber hinaus als Ortsteil von Viersen zur Metropolregion Rhein-Ruhr. Frühere Bezeichnungen für die Ortschaft waren Unkepoet, Unckepoet oder Umpert. Soweit es überhaupt überliefert ist, ist Ompert bereits seit dem Mittelalter ein Viersener Ortsteil, von irgendeiner kommunalpolitischen Selbständigkeit ist nichts bekannt, Ompert war ein Teil der Altviersener Honnschaft Ummer. Auch in kirchlicher Hinsicht hat Ompert keine Eigenständigkeit gekannt, die Ortschaft hat keine eigene katholische Pfarrkirche, sondern gehört zur Pfarrgemeinde „St. Helena“ im nahegelegenen Helenabrunn.

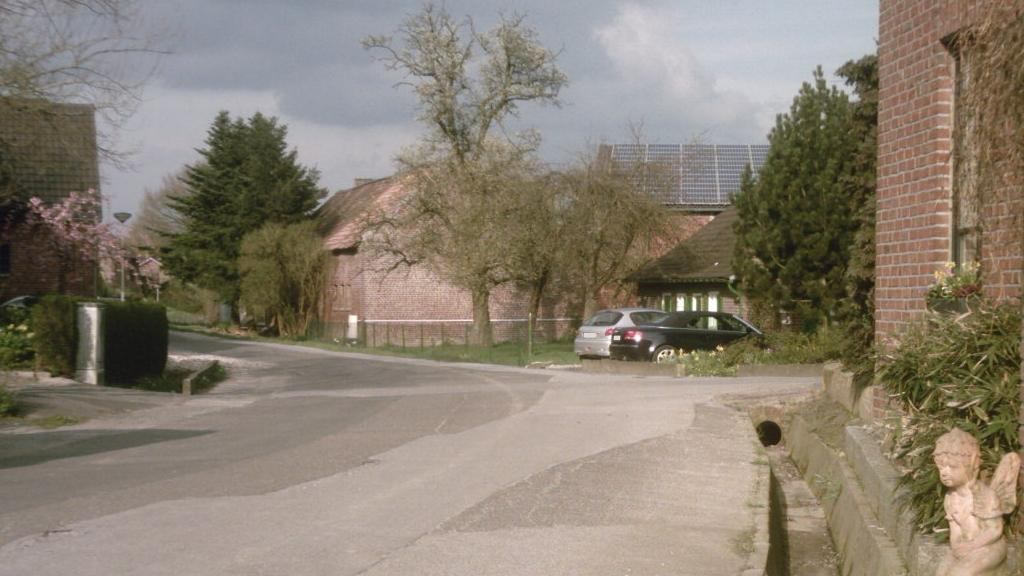
Der Omperter Weg im Bereich des Sektionskreuzes Ompert.

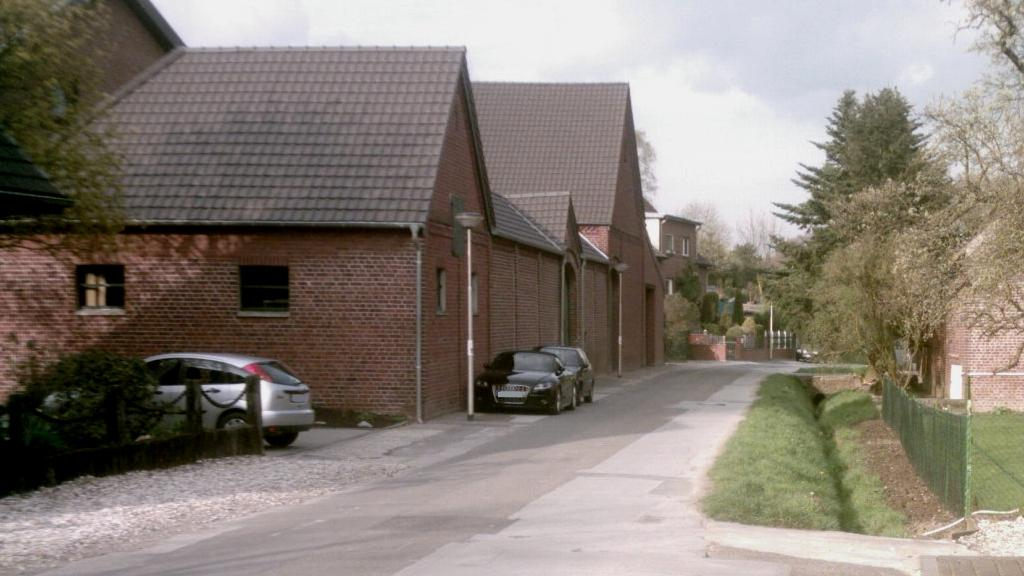
Der Omperter Weg etwas nordöstlich vom Sektionskreuz Ompert.

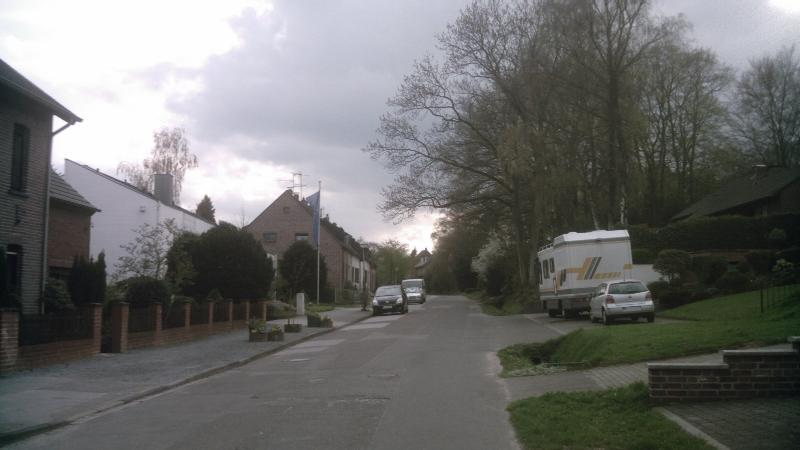
Der Omperter Weg im Übergangsbereich zwischen Ummer und Ompert.

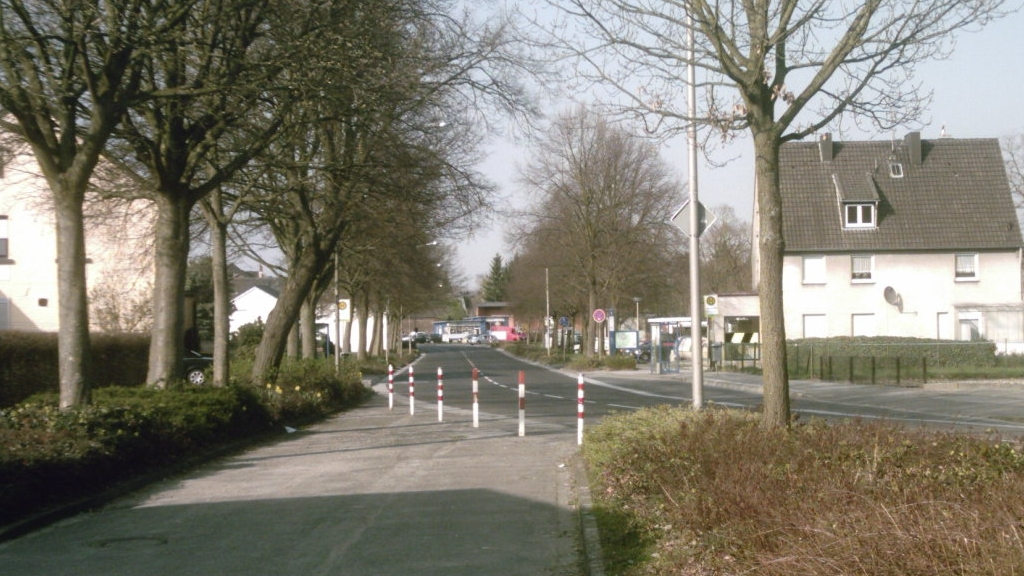
Die Einmündung des Omperter Wegs auf die Gladbacher Straße in Ummer.
Bei genauer Betrachtung lassen sich im mittleren Bildbereich die Bushaltestellen „Omperter Weg“ samt Wartehäuschen erkennen.

## Siedlungsstruktur und Verkehr
Ompert ist ein Straßendorf und besteht im Wesentlichen nur aus einer Straße, dem „Omperter Weg“, von dem gelegentlich kleinere Seitenwege abzweigen, die für den allgemeinen Kraftfahrzeugverkehr gesperrt sind. Am nordöstlichen Ende des Omperter Wegs geht die Bebauung von Ompert nahtlos in die des benachbarten Ummers über.

### Straßenverkehr
Der Omperter Weg ist eine Viersener innerstädtische Gemeindestraße, die in Ummer von der Landesstraße L71 („Gladbacher Straße“) abzweigt und über Ompert bis nach Bötzlöh verläuft. Da der Omperter Weg in Bötzlöh de jure zur Sackgasse wird, ist Ompert für Kraftfahrzeuge nur über diese Zufahrt von der Gladbacher Straße in Ummer aus zu erreichen.

### Schienenverkehr
Eine Eisenbahnstrecke gibt es in Ompert nicht und hat es auch nie gegeben, dafür existierte zwischen 1906 und 1959 in Ummer unweit des nordöstlichen Omperter Ortsendes eine Straßenbahnstrecke. Die Straßenbahnlinie verband ursprünglich Mönchengladbach mit Alt-Viersen und Süchteln und verlief in Ummer entlang der Gladbacher Straße. Nahe der Einmündung des Omperter Wegs gab es auf der Gladbacher Straße auch eine Haltestelle. Ab 1955 wurde die Verbindung abschnittweise stillgelegt. Zunächst fuhr die Straßenbahn noch von M’gladbach aus bis in die Alt-Viersener Innenstadt und endete dort am Remigiusplatz, ab 1959 endete die Straßenbahn dann (wie heute die Buslinie 009) unmittelbar hinter der Gladbacher Stadtgrenze an der bereits auf Viersener Stadtgebiet liegenden Haltestelle „Helenabrunn, Wegweiser“. Seit diesem Zeitpunkt fahren keine Straßenbahnen mehr am Omperter Weg vorbei. Der Straßenbahnverkehr im benachbarten Mönchengladbach wurde schließlich 1969 ganz stillgelegt.

Die von Ompert aus nächstgelegenen Bahnhöfe, die noch in Betrieb sind, sind heute der Bahnhof Viersen und der Mönchengladbacher Hauptbahnhof.

### Busverkehr
Als Ortsteil von Viersen zählt Ompert zum Tarifgebiet des Verkehrsverbunds Rhein-Ruhr. An der Einmündung des Omperter Wegs auf die Gladbacher Straße befindet sich in Ummer die gleichnamige Bushaltestelle „Omperter Weg“, die von Ompert aus bequem zu Fuß zu erreichen ist. Hier verkehren zwei Buslinien der NEW AG:
| Linie | Strecke | Hinweise |
| ----- | --- | --- |
| 009   | (Süchteln ↔ Viersen Busbf. ↔ Beberich ↔ Ummer, Omperter Weg ↔) Helenabrunn, Wegweiser ↔ M’gladbach, Alter Markt ↔ M’gladbach Hbf ↔ M’gladbach, Ohlerfeld             | NEW AG Der Abschnitt zwischen Süchteln und Helenabrunn, Wegweiser wird nur gelegentlich zu Stoßzeiten befahren, als Verstärkung der Linie 019. |
| 019   | (Vinkrath ↔ Grefrath ↔) Süchteln ↔ Viersen Busbf. ↔ Beberich ↔ Ummer, Omperter Weg ↔ Helenabrunn, Wegweiser ↔ M’gladbach, Alter Markt ↔ M’gladbach Hbf ↔ Rheydt, Hbf | NEW AG Der Abschnitt zwischen Vinkrath und Süchteln wird nicht immer befahren.                                                                 |
|       | | (Stand: Juni 2017) |

### Radwanderwege
Die Ortschaft Ompert wird am nordöstlichen Ortsrand von einem offiziell ausgewiesenen Radwanderweg tangiert, dem Irmgardispfad, dabei handelt es sich um einen innerstädtischer Wanderweg für Fußgänger und Radfahrer. Der Irmgardispfad führt von der Irmgardiskapelle in den Süchtelner Höhen am westlichen Stadtrand von Alt-Viersen vorbei über Hoser, Bockert sowie die Oberbebericher Sitzstadt nach Ompert und weiter über Ummer nach Helenabrunn.

## Sport und Freizeit

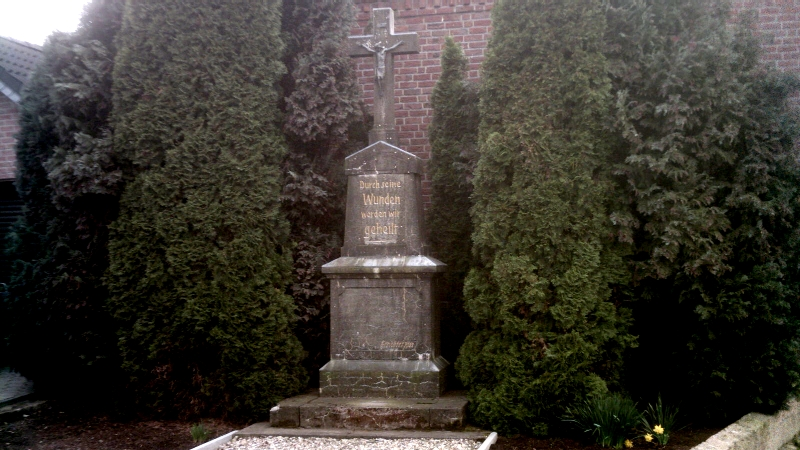
Das Omperter Sektionskreuz aus dem Jahr 1923 steht mit der Listennummer 478 seit 2007 unter Denkmalschutz.

- Reiten: Reiterhof Siemes[8]

## Sehenswürdigkeiten
- Sektionskreuz Ompert: Dieses Wegekreuz wurde 1923 errichtet. Es war im Jahr davor von einem Omperter Landwirt gestiftet worden aus Dankbarkeit für eine überstandene Krankheit sowie für die Verschonung vom Kriegsdienst während des I. Weltkriegs. Das Kreuz trägt die Inschrift „Durch seine Wunden werden wir geheilt“ und steht seit 2007 unter Denkmalschutz.[9]

## Die nähere Umgebung
| Bockert         | Oberbeberich                                | Ummer       |
| Bockerter Heide | Kompassrose, die auf Nachbargemeinden zeigt | Heimer      |
| Bötzlöh         | MG-Großheide                                | Helenabrunn |